# 著作権法
著作権法（ちょさくけんほう、昭和45年5月6日法律第48号）は、知的財産権の一つである著作権の範囲と内容に関する日本の法律である。
文部科学省外局の文化庁著作権課が所管し、内閣官房知的財産戦略本部、総務省情報流通行政局情報通信作品振興課、外務省国際法局条約課など他省庁と連携して執行にあたる。

## 概要
著作権法は文化の発展を目的とし、それに必要な、作品公正利用と作者保護を両立させる法制度を定めている。
これを実現するため、著作権法は「著作物」を定義し、「条件を満たした著作物」の「条件を満たした利用」に関する独占的な「権利」を「著作者」へ付与する（#著作物、#権利対象外の著作物、#著作権の制限、#著作権の内容、#著作者）。
より具体的には、著作物の創作者である著作者に著作権（著作財産権）や著作者人格権という権利を付与することにより、その利益を保護している。一般的に、著作物を他人が無断で無制限に利用できないように法的に保護する必要がある。著作物を創造した人物は、その著作物を他人が無断で利用しても、自己の利用を妨げられることはない。しかし、他人が無制限に著作物を利用できると、著作物の創造者はその知的財産から利益を得ることが困難となる。著作物の創造には費用・時間がかかるため、無断利用を許すと、知的財産の創造意欲を後退させ、その創造活動が活発に行われないようになるといった結果を招くためである。
著作権法は、著作物に密接に関与している実演家、レコード製作者、放送事業者及び有線放送事業者に対して著作隣接権等を付与し、これらの者の利益も保護している。同法に定められる内容は、総則（1条～9条の2）、著作者の権利（10条～78条の2）、出版権（79条～88条）、著作隣接権（89条～104条）、私的録音録画補償金（104条の2～104条の10）、紛争処理（105条～111条）、権利侵害（112条～118条）、罰則（119条～124条）に分類される。
著作権法は権利の侵害に対する罰則を定めており、刑事罰を含んだ親告罪となっている（#権利侵害）。
日本の著作権制度の萌芽は近代以前の版元の権利にあり、国際条約への加盟を契機として本格的に整備され、現在では知的財産権の重要な一つとして様々な法改正がおこなわれている（#沿革）。

## 沿革
日本では、近代以前においては版木の所有者である版元が出版物に関する権利者と考えられ、著作権に相当する概念が存在しなかったとされている。明治初期に福沢諭吉らの紹介と政府への働きかけにより、「版権」として著作権の一部が保護を受けることになった。
19世紀末に日本がベルヌ条約への加盟をするにあたり、国内法の整備の一環として初めて著作権法が制定された。この著作権法は「旧著作権法」とも呼ばれるもので、1970年に旧法を全部改正して制定された新著作権法とは通常区別される。その後新法も時代に合わせた改訂を重ねている。
- 1886年 - ベルヌ条約締結。
- 1887年 - 版権條令制定[3]。
- 1893年 - 版権法制定[3]。
- 1899年 - 日本がベルヌ条約に加盟[4]。
- 1899年 - 旧著作権法制定[3]（版権法等関連旧法は廃止）。
- 1931年 - プラーゲが音楽著作権の使用料を要求（プラーゲ旋風）。
- 1939年 - 仲介業務法施行[5]。
- 1951年 - サンフランシスコ平和条約第15条C項により戦時加算。
- 1970年 - 新著作権法制定[6]。
- 1985年 - 昭和60年6月14日法律第62号により著作権法（昭和45年法律第48号）の一部が改正され、「プログラムの著作物」が著作権法で明示的に保護対象になった。1986年（昭和61年）1月1日から施行された。
- 1999年 - 平成11年6月23日法律第77号により著作権法（昭和45年法律第48号）の一部が改正され、私的使用のための複製の場合は技術的保護手段を回避するような複製ができなくなった。1999年（平成11年）10月1日から施行された。
- 2000年 - 著作権等管理事業法施行にともない、仲介業務法廃止。

20世紀半ば以降、企業により著作物が製作されるようになると、便宜的に架空の人物を著作者とした事例が出てくるようになった（八手三郎、アラン・スミシーなど）。

### 旧・著作権法制定前
日本で最初に著作権の保護が規定されたのは、1869年の出版条例である。出版条例では、出版者に対して図書の「専売ノ利」を与えていたが、その内容はむしろ出版の取締りに重点が置かれていた。1887年、出版条例から版権の保護に関する規定が独立し、版権条例が制定された。版権条例は版権を著作者に認め、登録を要件としてその保護を規定していた。同時に、脚本楽譜条例（明治20年勅令第78号）及び写真版権条例（明治20年勅令第79号）も制定され、図書以外の著作物に対する著作者の権利が保護されるようになった。1893年、版権条例が改正され、版権法（明治26年法律第16号）が1893年4月14日公布された。

### 旧・著作権法の成立と改正
1899年、文学的及び美術的著作物の保護に関するベルヌ条約（ベルヌ条約）加盟にあわせ、水野錬太郎が起草した著作権法（明治32年3月4日法律第39号）が3月4日公布、7月15日施行され、版権法、脚本楽譜条例及び写真版権条例は廃止された。これは現在の日本では一般に「旧著作権法」と呼ばれる。起草者の水野錬太郎は著書「著作権法要義」で旧著作権法の逐条解説を行った。
現行の著作権法は、1970年に旧著作権法の全部を改正して制定され、1971年1月1日に施行された。

## 著作物と著作者

### 著作物
著作物とは、「思想または感情を創作的に表現したものであって、文芸、学術、美術又は音楽の範囲に属するもの」のことを指す。著作者の内心に留まっている思想・感情そのものは著作物ではなく、著作物になるためには、それが表現されなければならない。一方で、表現された物であっても、それが思想・感情を表現したものでなければ著作物ではない。
「創作的」とは、著作者の個性が表れていればよく、必ずしも芸術性は必要でない。例えば、幼稚園児が描いた絵であっても、そこに個性が表れていれば著作物となる。

### 著作者
著作者とは、「著作物を創作する者」を指す。企画発案者や資金提供者は著作者とはならない。著作物を創作するのは自然人であるため、原則として著作者は自然人であるが、一定の要件を満たせば法人が著作者となることもある。映画の著作物の著作者については、特に「制作、監督、演出、撮影、美術等を担当してその映画の著作物の全体的形成に創作的に寄与した者」とする規定がある。
なお、著作物の原作品に直接に氏名または周知の変名が著作者名として表示された者、または、著作物の公衆への提供・提示の際に氏名または周知の変名が著作者名として表示された者は、その著作物の著作者と推定される。例としては、絵画のサイン・書画の落款・テレビ番組のテロップ等である。反証がない限り、「著作者名として氏名等が表示された者」が著作者として取り扱われることになる（挙証責任の転換）。
日本の著作権法では、無方式主義が採用されているため、著作者は著作物を創作した時点で自動的に著作権者となる（著作権取得のための手続は必要とされない）。ただし、著作権（著作財産権）は譲渡可能であるため、著作者と著作権者が異なることはある。

## 著作権の内容
著作権法（日本）においても、著作権は支分権の総体として理解される。以下は著作権法における支分権の一覧である。
| 支分権名             | 対象著作物                 | 対象行為                         | 条項      |
| -------------------- | -------------------------- | -------------------------------- | --------- |
| 複製権               | 全て                       | 複製（形ある物への再製）         | 第21条    |
| 上演権・演奏権       | 全て                       | 公に上演・演奏（直接見せる）     | 第22条    |
| 上映権               | 全て                       | 公に上映（表示器に映し出す）     | 第22の2条 |
| 公衆送信権           | 全て                       | 公に送信・送信可能化             | 第23条    |
| 公の伝達権           | 全て                       | 公に伝達（受信装置による伝達）   | 第23条の2 |
| 口述権               | 言語                       | 公に口述                         | 第24条    |
| 展示権               | 美術・写真の原作品         | 公に展示（写真は未発行に限定）   | 第25条    |
| 譲渡権               | 映画以外の原作品又は複製物 | 譲渡により公に提供               | 第26条の2 |
| 貸与権               | 映画以外の複製物           | 貸与により公に提供               | 第26条の3 |
| 頒布権               | 映画                       | 複製によって頒布                 | 第26条    |
| 二次的著作物の創作権 | 全て                       | 二次的著作物の創作（翻訳・翻案） | 第27条    |
| 二次的著作物の利用権 | 全て                       | 二次的著作物の利用               | 第28条    |

著作権者は、自己が著作権を有する著作物を自分で利用するだけでなく、他人に対し、その利用を許諾することができる。なお、著作権法には「使用権」というものは規定されておらず、「使用権」を他者に「許諾」するということも著作権法上の権利に関しては特に意味を持たない。
以下は各支分権の詳細である。  

### 複製権
複製権は著作物を無断で複製されない権利である。全ての著作物を対象とする最も基本的な支分権である。「複製」とは、手書き、複写、写真撮影、印刷、録音、録画、パソコンのハードディスクやサーバーへの蓄積その他、どのような方法であれ著作物を形のある物に再製すること（有形的再製）を指す。したがって、複製の結果出来上がった複製物は物に固定されている必要があるが、複製の対象となる著作物の方は必ずしも物に固定されている必要はない。例えば、演劇用の脚本の複製といった場合、脚本を直接コピー機を使って複写した場合だけでなく、その脚本に基づいて上演されたり放送されたりした演劇（無形的再製）をCDやDVDに録音、録画する行為も脚本の複写にあたり、複製権が及ぶことになる。また、建築の著作物については、その設計図に従って同じ建築物を建てれば、建築の著作物の複製となる。
さらに、映画（映像）の作品の中で音楽や美術作品が使われている場合、その映画の著作権とは別に音楽や美術作品の著作権が独立して成立しているので、その映画を複製しようとする場合には、映画の著作権者だけでなく、その映画の中で使用されている音楽や美術作品の著作権者（複製権者）の許諾も必要となる（同じことは、二次的著作物や、著作物性を有する素材からなる編集著作物やデータベースについてもいえる）。
複製権侵害の要件としては、判例は原著作物と複製物との同一性・類似性の他に原著作物に「依拠したこと」も求めている。従って、原著作物の存在を知らずに創作し、結果的にたまたま同一の著作物が出来上がったにすぎない場合は、そもそもアクセスしていないため、複製に該当せず、複製権侵害にもならない。
また、著作権法第30条から47条の7に規定されている著作権の制限規定に該当する場合、基本的には複製権者に無断で複製しても例外的に複製権の侵害とはならないが、法が許容する目的以外でその複製物を利用すると、その行為は複製とみなされる。
なお複製権者は、その複製権の目的たる著作物について出版権を設定することができるが、その複製権を目的とする質権が設定されているときには、当該質権者の承諾を得なければならない。
また、著作権法第30条の4では情報解析についての規定があり、この条文では「非営利」に限定していない。早稲田大学の上野達弘は、このため、営利企業が他人の著作物を使って機械学習を行ったり、学習済みモデルを販売しても、著作権侵害には当たらないとする。諸外国の著作権法にも同様の規定はあるが、大抵は「非営利」に限定されており、営利での利用が可能であることは、日本の著作権法の特徴となっているという。
しかし、知的財産法を専門とする筑波大学の潮海久雄はフェアユース法理が採用されている米国と日本の知的財産法の権利制限規定を比較しつつ、人工知能による情報解析目的でのデータ利用について、ベルヌ条約との整合性を前提とした場合に著作権法30条4項の適用範囲が極めて狭いことを指摘している。

### 上演権・演奏権・上映権・口述権
- 上演権 - 著作物を無断で公衆に上演（演奏以外の方法で演じること）されない権利[23]
- 演奏権 - 著作物を無断で公衆に演奏（歌唱を含む）されない権利[23]
- 上映権 - 著作物を無断で公衆に上映（著作物を映写幕その他の物に映写すること。映画の著作物に固定されている音楽を再生することも含む）されない権利[23]
- 口述権 - 言語の著作物を無断で公衆に口述されない権利[17]

演劇や落語、講談、漫才の著作物等は上演権の対象となるが、詩や小説の朗読は口述権の対象とされ、上演権の対象に含まれない。
「公に」とは、「公衆に直接見せ又は聞かせることを目的として」いることを指し、「公衆」とは著作権法上、「不特定」又は「特定多数」の者を意味する。したがって、特定少数に対して上演することは上演権の行使にはあたらない。また、劇団員が公演前に特定多数の関係者の見ている前で練習しても、あくまで練習であって「直接見せ又は聞かせることを目的として」いないので、上演権の行使にはならない。しかし、公演本番で幕が開いた状態で演じた場合は、誰も観客が来ていなかったとしても、「公衆に直接見せ又は聞かせること目的として」上演している以上、上演権の行使となる。
ただし、既に公表された著作物を非営利・無料・無報酬で上演した場合は、たとえそれが公に行うものであっても、権利の範囲外である。学校の文化祭等での劇の上演はこれにあたる。一方で、チャリティーショー等でその収益をすべて慈善団体などに寄付する場合は非営利・無報酬であるが、観客から料金を徴収している場合は無料の要件を充たさず、無許諾で上演すれば上演権の侵害となる。

## 権利対象外の著作物
著作物は「著作権を認められた作品」ではなく、あくまで「文芸・学術・美術・音楽に属する思想又は感情の創作的表現」である。著作物は条件を満たした場合にのみ著作権の目的あるいは保護対象になりうる。
著作権法は第二節（6条~9条）で保護対象を規定し、また13条で目的外著作物を指定している。
13条の規定により、下に掲げる著作物は第二章にいう権利の目的となることができない。
1. 憲法その他の法令
2. 国若しくは地方公共団体の機関、独立行政法人又は地方独立行政法人が発する告示、訓令、通達その他これらに類するもの
3. 裁判所の判決、決定、命令及び審判並びに行政庁の裁決及び決定で裁判に準ずる手続により行われるもの
4. 上記3．の翻訳物及び編集物で、国若しくは地方公共団体の機関、独立行政法人又は地方独立行政法人が作成するもの

憲法その他の法令には条約（未批准条約を含む）、外国の法令、廃止された法令も含まれる。また、政府作成の法律案、法律草案、改正試案なども、本号に含まれるものと解する。ただし、新聞社が作成した日本国憲法改正私案のように、私人が作成した法令案は本号の対象外であって、著作権の対象となりうる。
また、北朝鮮の著作物については、日本は保護する義務を負わないとする最高裁判所の判決が2011年12月8日に出ている。→無断放映#日本における北朝鮮著作物放映基準の最高裁判例を参照
そもそも著作物として認められないものの一例として以下が挙げられている。
10条2項は「事実の伝達にすぎない雑報及び時事の報道は、前項第1号に掲げる著作物に該当しない」と規定している。
10条3項は、本法律による保護は「著作物を作成するために用いるプログラム言語、規約及び解法に及ばない」と規定している。これによりプログラミング言語、API、アルゴリズムは、少なくとも日本法においては保護対象とならない（ただし、日本国外ではAPIが保護対象と認定された例があるため注意が必要である）。

## 著作権の制限
著作権法においては一部あるいは全部の著作財産権が特定の条件下で制限される（第2節5款）。その便宜上必要とされる範囲または著作権者の利権を害しない範囲において著作権が制限されるのは、著作権というものが公共性の高い財産権であることに由来する。おもなものは以下の通り。
| 法規    | 概要                                                   | 詳細 |
| ------- | ------------------------------------------------------ | --- |
| 30条    | 私的使用を目的とした複製                               | 個人的に又は家庭内、或いはこれに準ずる限られた範囲内において使用する場合は、権利者の承諾を得なくても複製を行うことが出来る。ただし、複製を行う装置・媒体がデジタル方式の場合は「補償金」を権利者に払わなければならないとされる（一般に「補償金」はそれらの装置や媒体を購入する時の値段に含まれる。詳しくは私的録音録画補償金制度を参照）。また、技術的保護手段（いわゆる「コピーガード」）を回避しての複製を意図的に行うことは、私的使用であっても権利者の承諾が必要としている。30条を強行規定であると考える立場からは「私的複製・バックアップコピーに対し制限を加えるような契約条項は無効である」との見解もあり、2014年現在経済産業省では、30条の解釈について任意規定・強行規定の両論併記の形を取っている。 |
| 30条の2 | 付随対象著作物の利用                                   | 平成24年法改正で新設。写真の撮影、録音又は録画において、主となる著作物に写り込みまたは入り込んだ付随対象著作物に対する制限を規定した。以下の要件が必要である(1)対象とする事物又は音から分離することが困難であること(2)付随して対象となるものであり、軽微な構成部分であること(3)付随対象著作物の種類や用途、複製や翻案の態様に照らし著作権者の利益を不当に害しないものであること。 |
| 30条の4 | 著作物に表現された思想又は感情の享受を目的としない利用 | 著作物に表現された思想又は感情の享受を目的としない場合には当該著作物の著作権は制限され、その目的範囲での一切の利用が認められる。例として技術開発/実用化試験、情報解析、人の知覚を伴わない電子計算機による利用が条文上に挙げられる。 |
| 31条    | 図書館における複製                                     | 図書館の果たすべき役割が達成されるようにするため、著作権法施行令第一条の三で定められた図書館（公立図書館、国立国会図書館及び社団法人、財団法人並びに日本赤十字社の設置する図書館、大学図書館など）において、利用者の求めに応じ、その調査研究の用に供するために、公表された著作物の一部分（判例（多摩市立図書館事件）により当該著作物の半分以下。発行後相当期間を経過した（次の号が発行された）定期刊行物に掲載された個個の著作物にあっては、その全部）の複製物を1人につき1部提供する場合、図書館資料の保存の必要性がある場合、他の図書館等の求めに応じて絶版等の理由により一般に入手することが困難な図書館資料の複製物を提供する場合、権利者の承諾がなくても複製が出来る。ただし、いずれも営利を目的としない場合に限られる。 |
| 32条    | 引用                                                   | 公表された著作物は自由に引用して利用することが出来る。ただし、それは公正な慣行に合致するものであり、かつ、報道・批評・研究その他の引用の目的上正当な範囲内で行われるものでなければならないとされる。 |
| 38条    | 営利を目的としない上演等                               | 私人が所有する家庭用のDVD、ビデオテープ等については頒布権は消尽するとされている。 - 営利を目的とせず（非営利）、聴衆・観衆から料金を受けず（無償）、かつ実演家・口述家が報酬を受けない（無報酬）場合には、公表された著作物を上演・演奏・上映・口述することができる。実際には、非営利の要件は厳しく、商品の宣伝に著作物を使用する場合は、非営利とは認められない。また、観客等からだけでなく、開催者から実演家に報酬など直接の対価がある場合も認められない。（1項）具体的には、学校の運動会などがこれに該当する。 - 営利を目的とせず（非営利）、聴衆・観衆から料金を受けない（無償）場合には、放送・有線放送される著作物を受信して有線放送し、自動公衆送信し、または受信装置により公に伝達することができる。ここでの自動公衆送信については、それによる受信対象地域が放送対象地域に限定されている必要がある。この規定は放送等と同時に伝達することを要件としており、放送等を録画・録音して事後に再度伝達する事は含まれない。また、「受信装置により公に伝達」とは、受信装置により通常の方法で伝達されることを想定しており、受信装置以外の特殊な方法、装置を用いて伝達範囲を拡大することなどは認められない。なお、通常の家庭用受信装置（テレビ、ラジオなど）により公に伝達する場合は、非営利・無償の要件は適用されない。よって、営利目的の店舗等に置かれている家庭用テレビ・ラジオによる伝達は権利の対象とならない。（2項） - 営利を目的とせず（非営利）、貸与を受ける者から料金を受けない（無償）場合には、映画の著作物以外の著作物の複製物（権限者による複製物であって、私的使用を目的とした複製（30条）により増製されたものではない）を公衆に貸与することができる。図書館等が無償で著作物を貸与できるようにするための規定であるが、主体は限定されていないため、私人間における非営利・無償の貸与も対象となる。なお、DVDなど映画の著作物については適用されないため、図書館で映画を公衆に貸与する場合、図書館から著作権者に著作権料が支払われている。（3項） - 映画の著作物に関しては、権限者による複製物の頒布（譲渡、貸与）も頒布権が及ぶが、図書館ほか政令で定める公的な視聴覚施設間における無償の頒布は、補償金を権利者に支払うことにより認められる。（4項） |
| 42条の2 | 行政機関情報公開法等による開示のための利用             | 行政機関の長、独立行政法人等又は地方公共団体の機関若しくは地方独立行政法人は、行政機関情報公開法、独立行政法人等情報公開法又は情報公開条例の規定により著作物を公衆に提供し、又は提示することを目的とする場合には、それぞれの法令で定める方法により開示するために必要と認められる限度で著作物を利用することができる。なお、行政機関以外では、最高裁判所は「最高裁判所の保有する司法行政文書の開示等に関する事務の取扱要綱」に、衆議院事務局は「衆議院事務局の保有する議院行政文書の開示等に関する事務取扱規程」に基づき情報公開制度を実施しているが、本条による著作物の利用を行えないため、国の機関以外の者が作成した著作物について、著作権を理由に不開示決定することが可能となる。 |
| 46条    | 公開の美術の著作物等の利用                             | 屋外に恒常的に設置された美術の著作物や建築の著作物は利用できる。 ただし、制限には例外があり、専ら販売目的での美術の著作物の複製等、利用が認められないものがある。 |

### 著作物に表現された思想又は感情の享受を目的としない利用
思想感情の享受を目的とせず一定の要件を満たした場合、著作財産権が制限され著作物を他者が自由に利用できる（第30条の4）。
著作権法において、思想感情の享受を目的とせず、各著作物の様態に照らして著作権者の利益を不当に害さない場合、利用目的に必要な範囲での全著作財産権が制限される。
具体的用途として「利用技術の開発・試験」「情報解析」「知覚を伴わないコンピュータでの情報処理」が明示されている。

### 著作者人格権と著作権制限規定
著作権制限規定は原則として著作者人格権に影響しない（法第50条）。一方で例外が存在する。

#### 同一性保持権と著作権制限規定
著作権制限規定のいくつかは二次的著作物の創作権（翻案権）を制限している、すなわち原著作物の自由な改変を認めている。これが著作権者の意に反した改変を認めない著作者人格権（同一性保持権）と衝突するのではないか、という論点がありうる。
この論点について、裁判例・学説いずれにおいても、翻案が認められる（同一性保持権侵害とならない）とされている。なぜなら、同一性保持権侵害を常に認めた場合、著作権制限規定が翻案を認めた趣旨が損なわれてしまう（制限規定を明文で制定する意味がない）からである。

## 著作者人格権
著作者人格権とは、著作物を創作した著作者に認められる人格的利益を保護するための権利である。著作権（著作財産権）とは異なり、一身専属的な権利であるため、他者に譲渡することはできない。公表権・氏名表示権・同一性保持権の3種の権利が存在する。

## 著作隣接権
著作隣接権とは、「著作物を公衆に伝達する役割を果たす行為に対して与えられる独占的な財産権」のことを指す。具体的には、実演家・”（法でいう）レコード”製作者・放送事業者・有線放送事業者に認められる権利のことを指す。

なお、著作隣接権は、著作者の権利に影響を及ぼす物として解釈してはならない。

### 法による定義
「実演」とは、著作物を、演劇的に演じ、舞い、演奏し、歌い、口演し、朗詠し、又はその他の方法により演ずること（これらに類する行為で、著作物を演じないが芸能的な性質を有するものを含む。）をいう。
「実演家」とは、俳優、舞踊家、演奏家、歌手その他実演を行う者及び実演を指揮し、又は演出する者をいう。
「レコード」とは、蓄音機用音盤、録音テープその他の物（ストレージなど）に音を固定（録音）したもの（最初にそれをしたものは、いわゆる「原盤」のこと）で、音を専ら影像とともに再生することを目的とするものを除く。（市販の目的をもって製作されるレコードの複製物（市販のCDなど）は「商業用レコード」という）
「レコード製作者」とは、ある音を最初に固定（録音）して「レコード」を作った者をいう。レコード製作者の権利は総称して一般に原盤権と呼ばれている。

### 実演家の権利
実演家に対し、あるいは実演家の実演に対して認められる権利を列挙する。
（実演家人格権）
- 氏名表示権 - 自分の実演に対する、著作物における氏名表示権と同様の権利。
- 同一性保持権  - 自分の実演に対する、著作物における同一性保持示権と同様の権利。

（財産権）
　＜許諾権＞
- 録音権、録画権 - 自分の「生の実演」を無断で録音・録画されない権利[62]。
- 放送権、有線放送権 - 自分の「生の実演」を無断で放送・有線放送されない権利[63]。
- 送信可能化権 - 自分の「生の実演」を無断で送信可能化されない権利[63]。
- 譲渡権 - 自分の実演を、その録音物・録画物の譲渡により無断で公衆に提供されない権利[64]。
- 貸与権 - 自分の実演を、それが録音された商業用レコードの貸与により無断で公衆に提供されない権利。（レコード発売後1年間）[64]

　＜報酬請求権＞
- 「放送」「有線放送」の使用料請求権 - 自分の実演が商業用レコードや配信音源を用いて、放送または有線放送（同時再送信を含む）された場合に、実演家が放送事業者等に対して相当額の使用料（報酬）を請求できる権利[64]。
- 「レンタル」の使用料請求権 - 自分の実演が商業用レコードを用いて公衆に貸与（レンタル）された場合に、実演家がレンタル店に対して相当額の使用料（報酬）を請求できる権利。（レコード発売後2年目～70年目）[要出典]
- 二次使用料請求権 - 自分の実演が商業用レコードを用いて放送または有線放送された場合[注 2]に、非営利・無料で放送を受信して同時に「有線放送」される場合を除き、文化庁指定の実演家構成団体が放送事業者等に対し二次使用料を請求できる権利[64]。

氏名表示権と同一性保持権を実演家人格権、その他の権利を著作隣接権という。

### レコード製作者の著作隣接権
レコード製作者に対して認められる権利を列挙する。（原盤権）
　＜許諾権＞
- 複製権 - レコードを無断で複製されない権利。[65]
- 送信可能化権  - レコードを無断で送信可能化されない権利。[要出典]
- 譲渡権 - レコードを、その複製物の譲渡により無断で公衆に提供されない権利。[要出典]
- 貸与権 - レコードを、それが複製された商業用レコードの貸与により無断で公衆に提供されない権利。（レコード発売後1年間）[要出典]

　＜報酬請求権＞
- 二次使用料請求権 - 商業用レコードを放送または有線放送した場合に、文化庁指定のレコード製作者構成団体が放送事業者等に対し二次使用料（報酬）を請求できる権利。[要出典]
- 「レンタル」の使用料請求権 - 商業用レコードが公衆に貸与（レンタル）された場合に、レコード製作者構成団体がレンタル店に対して相当額の使用料（報酬）を請求できる権利。（レコード発売後2年目～70年目）[要出典]

### 有線放送事業者の著作隣接権
有線放送事業者に対して認められる権利は著作権法100条の2から100条の5に規定されており、すべて許諾権である。
- 複製権 - その有線放送を受信して、その有線放送に係る音又は影像を録音し、録画し、又は写真その他これに類似する方法により無断で複製されない権利（100条の2）[66]。

- 放送権及び再有線放送権 - 有線放送を受信してこれを放送または再有線放送し、又は有線放送を無断で行われない権利（100条の3）[66]。

- 送信可能化権 - 有線放送を受信して、その有線放送を無断で送信可能化されない権利（100条の4）[66]。
- 公の伝達権 - 有線テレビジョン放送又はこれを受信して行なう有線放送を受信して、超大型テレビやオーロラビジョンなど、影像を拡大する特別の装置を用いてその放送を無断で伝達されない権利（100条の5）[67]。

## 権利侵害
著作権が侵害された場合の救済手段として差止請求権が認められている。損害賠償請求は一般法である民法の規定によるが、損害額の算定に関して特別の規定が設けられている。さらに権利侵害に対しては刑事罰も規定されている。これらは原則として親告罪であるが一定の要件を満たす場合非親告罪である（「著作権等侵害等罪の非親告罪化」参照）。コピーを防ぐためのプログラムを解除する装置やソフトを販売したり、著作者名を偽って販売を行ったりした場合も非親告罪である。

### 非親告罪化
海賊版対策の観点から、2006年（平成18年）より内閣府で行われた「知的創造サイクル専門調査会」の報告書（2007年2月26日）に、親告罪の一部非親告罪化、海賊版の広告への規制が盛り込まれた。報告書は、親告罪の状態では海賊版を取り締まる際に以下のリスクがあると述べ、それを解消するため、一定の場合（営利目的の海賊版の販売など）においては非親告罪の適用範囲拡大の見直しが提言された。また、海賊版の広告についても、権利侵害として法律の整備を提言している。この報告書などに際し日弁連が反対意見を述べている。
現行著作権法第123条は、第119条、第120条の2第3号及び第４号、第121条の2並びに前条第1項の罪は、告訴がなければ公訴を提起することができない、と、規定している。しかし、後述の「TPP整備法による改正」に基づいて、一定の条件下で著作権等侵害等罪を非親告罪化する法改正案が可決成立し、非親告罪化規定が、TPP11協定発効日である2018年（平成30年）12月30日から施行された。

## TPP整備法による改正
TPP協定締結に関連する著作権法改正については、文化審議会は著作権法による音楽・書籍等の保護期間を70年へと延長する改正する方針を決定。他のTPP関連改正と逢せて「環太平洋パートナーシップ協定の締結に伴う関係法律の整備に関する法律案」として2016年3月8日の閣議決定を経て、同日第188国会の衆議院へ提出され、2回継続審議になった後、2016年11月10日に衆議院、同年12月9日に参議院を通過し、同年12月16日に法律第108号として公布された（改正条文ほか）。なお後述するようにCPTPPの締結に伴う法改正でTPP整備法は、CPTPP及びTPP整備法となったが、以下の記述ではTPP整備法のままとする。
TPP整備法による著作権法改正は、保護期間延長、有償著作物等の著作権等侵害等罪の非親告罪化、アクセスコントロールの回避行為の違法化、アクセスコントロールの回避行為の為の装置販売の刑事罰化、配信音源の二次使用に対する報酬請求権の付与、および損害賠償に関する規定の見直しを行うものである。

### 保護期間延長
著作権の保護期間を著作者の死後50年から70年に延長する。
無名又は変名の著作物及び団体名義の著作物についての保護期間を公表後50年から70年に延長する。
著作隣接権の保護期間を実演又はレコードの発行後50年から70年に延長する。 放送及び有線放送については、放送から50年のままである。
なお保護期間の延長は、施行日の前日において著作権又は著作隣接権が消滅している著作物、実演及びレコードについては、適用されない（後述の、CPTPP及びTPP整備法附則第7条）。事例として、著作者の死亡が1967年の場合は、1968年1月1日から50年であるから2017年12月31日限りで著作権が消滅しているので保護期間の延長の対象にはならない。これに対し著作者の死亡が1968年の場合は、1969年1月1日から50年であるから、改正がなければ2018年12月31日限り著作権が消滅するはずであったが2038年12月31日まで著作権が存続することになる。

### 技術的利用制限手段
アクセスコントロール（技術的利用制限手段）の回避行為を違法化（著作権等を侵害する行為とみなす）する法改正である。技術的利用制限手段の回避（技術的利用制限手段の効果を妨げることにより、技術的利用制限手段により制限されている著作物等の視聴を可能とすること）を対象とする。ただし今回の法改正では刑事罰対象外である。なお、コピー・プロテクション迂回装置（「技術的制限手段」迂回装置）の提供等は、平成23年(2011年)度改正の不正競争防止法により既に刑事罰の対象となっている。
コピーガード（技術的保護手段）と、アクセスコントロール（技術的利用制限手段）とは、本法規定上も別のものであり、前者は著作権等の侵害行為の防止を主眼とするが、後者はそのような限定がない（「コピーガード」や「リッピング」の項目ほかを参照のこと）。
技術的利用制限手段
電磁的方法により、著作物等の視聴を制限する手段（著作権者等のの意思に基づくことなく用いられているものを除く。）であつて、著作物等の視聴に際し、これに用いられる機器が特定の反応をす実演る信号を著作物等に係る音若しくは影像とともに記録媒体に記録し、若しくは送信する方式又は当該機器が特定の変換を必要とするよう著作物等に係る音若しくは影像を変換して記録媒体に記実演録し、若しくは送信する方式によるものをいう（主旨、1条1項21号）

### 著作権等侵害等罪の非親告罪化
有償著作物等の著作権等侵害等罪の非親告罪化とは、次の目的をもって、次の行為を被害者等による告訴が不要な非親告罪とするものである。
- 行為の対価として財産上の利益を受ける目的、または（有償著作物等の提供若しくは提示により）著作権者等の得ることが見込まれる利益を害する目的

- 正当な権利者が有償で公衆に提供し、又は提示している[注 10]著作物等[注 6]（有償著作物等）につき、原作のまま複製された複製物を公衆に譲渡し、又は原作のまま公衆送信[注 11]を行うこと、またはそのための複製を行うこと。

ただし次の状況要件が規定されており、この状況要件を満たさない場合には非親告罪とはならない。
- 当該有償著作物等の種類及び用途、当該譲渡の部数、当該譲渡又は公衆送信の態様その他の事情に照らして、当該有償著作物等の提供又は提示により著作権者等[注 9]の得ることが見込まれる利益が不当に害されることとなる場合に限る。

### 施行期日
このTPP整備法による改正はいずれも、TPP11協定発効日である2018年（平成30年）12月30日から施行された。
経緯としては、米国抜きでTPPを発効（TPP11）させるために「環太平洋パートナーシップに関する包括的及び先進的な協定(CPTPP) 」が合意されたことに伴い、CPTPP発効時にこの改正を施行するための、TPP整備法改正法案が、2018年3月27日に閣議決定され、同日衆議院へ提出された。TPP整備法改正法案については、2018年5月24日に衆議院で自由民主党、公明党、日本維新の会及び希望の党の賛成で可決され、同年6月29日に参議院で、自由民主党・こころ、公明党、日本維新の会、希望の党、無所属クラブ、国民の声及び無所属の一部（山口和之、渡辺喜美）の賛成多数で可決、成立した。TPP整備法改正法は、2018年7月6日付けの官報（号外第147号）で平成30年法律第70号として公布された。改正後の正式題名は「環太平洋パートナーシップ協定の締結及び環太平洋パートナーシップに関する包括的及び先進的な協定の締結に伴う関係法律の整備に関する法律」（略称：CPTPP及びTPP整備法）となり、CPTPPの発効する2018年（平成30年）12月30日に施行。

## リーチサイト規制
2016年4月7日、違法動画へ誘導する目的の違法動画紹介サイトを摘発する事が可能となるよう法改正を政府が検討。
違法コンテンツへのリンクを掲載した「リーチサイト」による被害は深刻で著作権侵害の対応を行う権利者にとって対応は大きな負担となっている。
著作権侵害行為の件数急増情勢からリーチサイトを摘発対象化・海外リーチサイトのブロッキング導入を検討。リーチサイト規制以外にもプロバイダ責任法を改正しプロバイダ情報開示条件の緩和や不正アップロードを行った者が不当な利益を得られなくする為に米国と同等の削除に要する期間の短縮（5日程度から即時削除）等も検討されている。
2016年4月の第8回検討員会の報告案ではサーバーが海外でも日本向けにサービスを提供している事が明らか（例：FC2・Googleの各種サービス等)な場合は日本法が適用される事を明確化及びオンライン広告が犯罪者・犯罪組織への資金提供に繋がっている為、優先的な対応（著作権侵害コンテンツアップロード者への広告報酬の支払い規制）が必要との結論に達した。
なおリーチサイト規制は内閣府の知的財産戦略の施策であり、前述のTPP関連の著作権法改正（非申告罪化・保護期間延長）とは関連性は無い。
2016年5月9日、「知的財産推進計画2016」に取りまとめを踏まえ、必要な取組を実施する対象として記載。
今後、具体的なリーチサイト違法化や違法サイトへの広告提供禁止へ向けた法改正が文化庁及び経済産業省によって推進される見込み。
リーチサイト規制を盛り込んだ改正著作権法が2020年6月5日参議院において全会一致で可決され、2020年10月1日に施行された。
これにより、違法サイトへのリンクの提供行為及びリーチサイト運営が侵害行為とみなされることとなった（113条2項、同条3項）。なお、原著作者の著作権を侵害するコンテンツであっても、翻訳以外の方法により創作された二次的著作物については規制されてない（113条2項かっこ書かっこ書）。